# غدوة نحرق (فلم)
غدوة نحرق (بالفرنسية: Demain, je brûle) شريط سينمائي تونسي طويل، صدر عام 1998 للمخرج التونسي محمد بن إسماعيل.

## وصلات خارجية
- مقالات تستعمل روابط فنية بلا صلة مع ويكي بيانات